# Oakland Roots
Der Oakland Roots Sports Club, kurz Oakland Roots (deutsch Oakland Wurzeln), ist ein US-amerikanisches Fußball-Franchise mit Sitz in Oakland, Kalifornien. Seit der Saison 2021 spielt es in der USL Championship.

## Geschichte

### National Independent Soccer Association
Der Klub wurde im Juli 2018 gegründet. Eigentlich sollte man schon beim NPSL Founders Cup spielen, zog sich davon aber zurück und schloss sich dann doch lieber der gerade frisch gegründeten National Independent Soccer Association an. Für die erste Saison der Liga im Herbst 2019, hatte man die Ehre die erste Partie der Liga überhaupt als Heimspiel zu spielen. Die Partie gegen die California United Strikers FC endete am Ende mit 3:3. Über die folgenden weiteren fünf Partien schaffte die Mannschaft aber auch nur zwei Punkte mehr, womit man die Playoffs verpasste. Die folgende Saison im Frühling 2020 wurde dann aufgrund der COVID-19-Pandemie für die Mannschaft nach nur zwei gespielten Partien abgebrochen. Zu dieser Zeit stand man mit vier Punkten auf dem ersten Platz. In der Herbst 2021 spielte man erst eine regionale Runde, in welcher man mit 4 Punkten Sieger wurde, und nahm dann an den Playoffs teil. Hier gewann man schließlich auch die eigene Gruppe und stoß ins Halbfinale vor. Nach einem 3:2-Sieg über den Chattanooga FC stand man schließlich im Finalspiel, wo man jedoch dem Detroit City FC mit 1:2 unterlag.

### USL Championship
Im folgenden Jahr war man dann aber nicht mehr Teil der Liga, sondern schloss sich zur Saison 2021 der USL Championship an. Dort trat man nun in er Western Conference an und holte in der Saison mit 41 Punkten sich den zehnten Platz. In der Folgesaison reichte es mit 46 Punkten dank ein um ein Tor bessere Tordifferenz dann über den siebten Platz auch noch für die Playoffs. Im Conference-Viertelfinale besiegte man hier San Diego Loyal SC mit 3:0, scheiterte dann aber im Halbfinale am San Antonio FC.

## Stadien
- 2019–2022: Laney College Football Stadium – Oakland – 5500 Plätze
- seit 2023: Pioneer Stadium – Hayward – 5000 Plätze
- 2025 (geplant): Oakland Coliseum – Oakland – bis zu 63.132 Plätze[2]